# Chileense parlementsverkiezingen 1879
De Chileense parlementsverkiezingen van 1879 resulteerden in een overwinning voor de Alianza Liberal, een alliantie van liberale partijen in de Kamer van Afgevaardigden. In de Senaat behaalden de Alianza en de coalitie van conservatieven en nationalen ieder 19 zetels.
| Kamer van Afgevaardigden | Kamer van Afgevaardigden | Kamer van Afgevaardigden |
| Coalitie                 | Coalitie                 | Zetels                   |
| ------------------------ | ------------------------ | ------------------------ |
|                          | Alianza Liberal          | 84                       |
|                          | Conservador/Nacional     | 24                       |
| Totaal                   | Totaal                   | 108                      |

| Senaat   | Senaat               | Senaat |
| Coalitie | Coalitie             | Zetels |
| -------- | -------------------- | ------ |
|          | Alianza Liberal      | 19     |
|          | Conservador/Nacional | 19     |
| Totaal   | Totaal               | 38     |

Bron: Heise 1982